# Ibrahima Diédhiou
Ibrahima Diédhiou (9 oktober 1994) is een Senegalees betaald voetballer die in de verdediging speelt. Hij verruilde in juli 2012 ASPIRE Senegal voor KAS Eupen.

## Carrière

### Jeugd
Hij werd opgeleid bij ASPIRE Senegal.

### KAS Eupen
Doordat de Aspire Academy KAS Eupen overnam, kwamen hij en verschillende andere Afrikanen bij Eupen terecht. Eupen moest voor hen een springplank zijn naar een grotere club.
Hij maakte zijn debuut in de uitwedstrijd tegen KSK Heist. Hij kreeg in zijn eerste vijf wedstrijden twee rode kaarten.

## Statistieken
| Seizoen         | Club            | Competitie      | Competitie | Competitie | Play-offs | Play-offs | Beker | Beker | Europa | Europa | Totaal | Totaal |
| Seizoen         | Club            | Competitie      | Wed.       | Dlp.       | Wed.      | Dlp.      | Wed.  | Dlp.  | Wed.   | Dlp.   | Wed.   | Dlp.   |
| --------------- | --------------- | --------------- | ---------- | ---------- | --------- | --------- | ----- | ----- | ------ | ------ | ------ | ------ |
| 2012-2013       | KAS Eupen       | Tweede Klasse   | 5          | 0          | 0         | 0         | 0     | 0     | 0      | 0      | 5      | 0      |
| Carrière totaal | Carrière totaal | Carrière totaal | 5          | 0          | 0         | 0         | 0     | 0     | 0      | 0      | 5      | 0      |

## Internationaal
| Nationale ploeg | wedstrijden | Goals |
| --------------- | ----------- | ----- |
| Senegal U17     | 0           | 0     |
| Totaal          | 0           | 0     |